# Moselle (departman)
Moselle je departman na istoku Francuske u pokrajini Grand Est. Ime je dobio po rijeci Moselle koja prolazi kroz njega. Prema podacima iz 2006. godine u departmanu živi 1,039,500 stanovnika. Metz je administrativno središte departmana i njegov najveći grad. Površina departmana iznosi 4,755 km², a gustoća naseljenosti je 55 stanovnik po km².
|  | Portal Francuske – Pristup člancima s tematikom o Francuskoj. |